# Bernhard Scholz

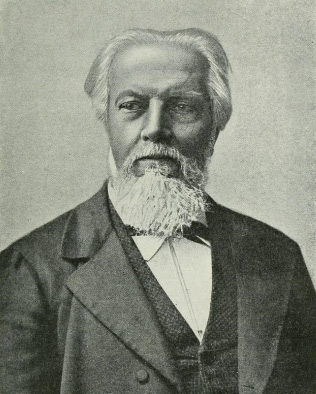
Bernhard Scholz.

Bernhard Scholz, född den 30 mars 1835 i Mainz, död den 26 december 1916 i München, var en tysk dirigent, tonsättare och musikpedagog.
Scholz var elev i pianospel till Ernst Pauer, i teori till Siegfried Dehn (vars efterlämnade lärobok i kontrapunkt han utgav 1859), blev 1856 lärare vid kungliga musikskolan i München, var 1859-1865 hovkapellmästare i Hannover, 1871-1883 orkesterdirigent i Breslau och 1883-1908 direktör för Hochska konservatoriet i Frankfurt am Main, varefter han bosatte sig i Florens. 
Scholz blev 1883 filosofie hedersdoktor i Breslau och fick professors namn. Han skrev sånger, kammar- och orkestermusik i Schumanns och Brahms anda, ett rekviem, körverk (Das Siegesfest, Das Lied von der Glocke, Sylvesterglocken) och nio operor, bland andra Zieten'sche Husaren (1869), Golo (1875), Anno 1757 (1903) och Mirandolina (1907). Scholz författade också en Lehre vom Kontrapunkt (1904), memoarerna Verklungene Weisen (1911) med mera.